# بياتريس ريجينا ديلا سكالا
بياتريس ريجينا ديلا سكالا (1331 - 18 يونيو 1384)؛ هي ليدى ميلانو من خلال زواجها من بيرنابو فيسكونتي، كانت ناشطة سياسية، وأيضا مستشارة لزوجها.

## السيرة الذاتية
ولدت بياتريس ريجينا في فيرونا في 1331، فهي ابنة الصغرى لـ ماستينو الثاني ديلا سكالا لورد فيرونا وتاديا دي كرارا، كان لديها ثلاثة أشقاء أصغر منها سناً، وبالإضافة شقيقة أصبحت لاحقاً ليدى مانتوفا، وكذلك لها العديد من الأخوة الغير شرعيين، والدها كان عضواً في أسرة سكاليجيري إحدى الأسر الحاكمة في شمال إيطاليا منذ 1262، بحيث يعتبر لورد فيرونا وفيتشنزا وبريشا وبارما، في حين أسلافها من ناحية والدتها كانوا حكام بادوفا.
في 27 سبتمبر 1350 أصبحت بياتريس متزوجاً من بيرنابو فيسكونتي كان الابن الأصغر لستيفانو فيسكونتي، وابن شقيق لورد ميلانو آنذاك جيوفاني فيسكونتي، خلال زواجها كانت بياتريس في التاسعة عشر من العمر، في حين العريس كان في السابعة والعشرون، كان هذا الزواج بمثابة تحالف سياسي بين الأسر، أصبح زوجها منذ 1354 لورد ميلانو بالمشاركة مع أشقائه، وبذلك أصبحت هي ليدى القرينة.
وُصف زوجها بأنه حاكم مستبد والقاسي الذي لا يرحم، بحيث اعتبر بأنه عدواً لدوداً للكنيسة، وأيضا قام بالاستيلاء على بولونيا البابوية، وأيضا رفض سلطة البابا وصادر ممتلكات الكنسية، وأيضا نهى عن كل رعاياه أن يكونون لهم تعاملات مع الكوريا، وأيضا تم طرده واعتبره زنديقاً في 1363 من قبل البابا أوربان الخامس، الذي بشر بحملة صليبية ضده، ومع ذلك لم تكون سوى بالتقرب منه بعد كل هذه الأحداث،، ذُكر أنها كانت لها الإرادة قوية، وأيضا كان لها تأثير كبير على بيرنابو وبالتالي على سياسة ميلانو، وأيضا استخدمتها كاترينا من سيينا كوسيط بينها وبين زوجها حول طلب سياسي.
توفيت بياتريس ريجينا في 18 يونيو 1384 عن عمر يناهز 53 عامًا، تم دفنها في ميلانو، بعد عام ونصف تم عزل زوجها وتسميمه لاحقًا من قبل ابن شقيقه وصهره جان غالياتسو فيسكونتي الذي أصبح في عام 1395 أول دوق لميلانو.

## الذرية
أنجبت له سبعة عشر ابنا:-
1. تاديا (1351 - 28 سبتمبر 1381)؛ تزوجت من ستيفن الثالث دوق بافاريا، لهم ذرية بما في ذلك الملكة إيزابو زوجة شارل السادس ملك فرنسا.
2. فيريدس (1352 - 1414)؛ تزوجت من ليوبولد الثالث دوق النمسا، لهم ذرية، فهما جدا فريدرخ الثالث إمبراطور روماني مقدس.
3. ماركو لورد بارما (نوفمبر 1353 - 1382)؛ تزوج من إليزابيث من بافاريا.
4. رودولفو لورد بارما (1358 - 1388).
5. لودوفيكو (1358 - 7 مارس 1404)؛ تزوج من قريبته فيولانتي، التي كانت أرملة ليونيل من أنتويرب وسيكوندوتو ماركيز مونفيراتو؛ لديهم ابن واحد.
6. كارلو (سبتمبر 1359 - أغسطس 1403)؛ تزوج من بياتريس من أرمانياك، لديهم ذرية.
7. فالنتينا (1360 - 1393)؛ تزوجت من بطرس الثاني ملك قبرص، لديهم ابنة توفيت صغيرة، من بعده تزوجت من غالياتسو كونت فيرتو.
8. كاترينا (1361 - 17 أكتوبر 1404)؛ تزوجت من ابن عمه جان غالياتسو فيسكونتي دوق ميلانو، لديهم ذرية.
9. أغنيس (1362 - 1391)؛ تزوجت من فرانشيسكو الأول لورد مانتوفا، لديهم ابنة واحدة، أعدمت بسبب الخيانة الزوجية.
10. أنطونيا  (توفيت في 26 مارس 1405)؛ تزوجت من ابيرهارد الثالث كونت فورتمبيرغ، لديهم ذرية.
11. ماستينو (توفي في 1404)؛ تزوجت من ابنة خاله أنطونيا ديلا سكالا.
12. مادالينا (1366 - 17 يوليو 1404)؛ تزوجت من فريدرخ دوق بافاريا؛ لديهم ذرية بما في ذلك هاينرخ السادس عشر دوق بافاريا.
13. أيمونيت، تزوجت من لويس الأول دي بيرتون ديه بالبوا.
14. أنجيلشيا (توفيت في 12 أكتوبر 1439)؛ تزوجت أولاً من يانوس ملك قبرص، ليس لديهم ذرية.
15. جياماستينو (1370 - 19 يونيو 1405)؛ تزوج من ابنة خاله كليوفا ديلا سكالا.
16. لوسيا (1372 - 14 أبريل 1424)؛ تزوجت من إدموند هولاند إيرل كنت، ليس لديهم أبناء.
17. إليزابيتا (1374 - 2 فبراير 1432)؛ تزوجت من إرنست دوق بافاريا، لديهم أبناء بما في ذلك ألبرخت الثالث دوق بافاريا.